# Shaddap You Face
Shaddap You Face ist ein Lied, das von Joe Dolce über einen fiktiven rebellischen italienischen Jungen geschrieben und unter dem Namen Joe Dolce Music Theatre veröffentlicht wurde. Es erschien Ende 1980 auf dem gleichnamigen Album und im Februar 1981 als Single.

## Inhalt
Shaddap You Face greift die Situation der italienischen Minderheit in Australien auf und bezieht sich darauf, dass die südeuropäischen Zuwanderer nicht hoch angesehen waren und sich erst ihren Platz in der Gesellschaft erkämpfen mussten. Der Song wird daher häufig im Kontext von Immigration und Rassismus verwendet, z. B. in einer neueren Version Dolces mit einem vietnamesisch-australischen Komiker als Protestsong gegen eine rassistische Partei in Australien. Ebenso gibt es eine Version des Lieds in der Sprache der Aborigines, der australischen Ureinwohner.
Es handelt sich um einen eingängigen Stimmungssong mit einer einfachen Melodie und einem humorvoll-flapsigen Text. Er erscheint des Öfteren neben Liedern ähnlicher Machart wie dem Ententanz oder Anton aus Tirol bei Wahlen zum „Schlechtesten Lied aller Zeiten“ und ähnlichen Anti-Wahlen auf den vorderen Plätzen.

## Entstehung
Dolce schrieb den Text von Shaddap You Face im Zug auf der Fahrt von Ohio nach Kalifornien. Er erinnerte sich dabei an seine aus Italien stammende Großmutter, die ihm zu Hause in Ohio Ratschläge und Anweisungen mit italienischen Akzent gegeben hatte, etwa: „Musse Du einfach halte die Klappe“, in englischem Slang: „Shaddap You Face“. Dolce formte dies mit einem Augenzwinkern in eine kleine Geschichte über Einwanderer um und schrieb später die Musik dazu. Das Lied wurde vom australischen Musiker Mike Brady finanziert und in dessen Studios aufgenommen.

## Rezeption
Shaddap You Face erreichte Platz eins in Deutschland, Österreich und der Schweiz. Es war 1980 auch für acht Wochen auf Platz eins der australischen Charts. Es erreichte am 21. Februar 1981 Platz eins der britischen Single-Charts und blieb dort drei Wochen bis zum 14. März 1981. Das Lied war auf Platz acht der meistverkauften Singles 1981 in Großbritannien. Shaddap You Face war auch in einigen anderen Ländern die Nummer eins. In den USA erreichte der Song im Sommer 1981 in den Billboard Hot 100 Platz 53 sowie in den Cash Box Top 100 Platz 43.

## Coverversionen
Es gibt über 50 verschiedene fremdsprachige Coverversionen und viele weitere, die informell auf YouTube veröffentlicht wurden. Lou Monte veröffentlichte 1981 ein Cover des Songs. Andere Coverversionen wurden von KRS-One (Hip-Hop), EMF, Andrew Sachs (Manuel, von Fawlty Towers), Gottlieb Wendehals (deutsch, Titel: Mensch ärger dich nicht), Sheila (französisch, Et ne la ramène pas), Dingetje (niederländisch, Houtochdiekop, Platz fünf in den Niederlanden), De Strangers (niederländisch, Agget Mor Fret, Platz 15 in Belgien (Flandern)), Volker Rosin und die Lollypops (deutsch, Hörst du nicht die Kuh – Muh!) und Franco Franchi mit dem Duo Franco e Ciccio (italienisch, Alì Alì Alè) veröffentlicht. Zudem existieren eine Aborigines-sprachige Version von Gnarnyarrhe Waitairie, eine Papua-Neuguinea-Version von The Breeze Band (Titel: Pasim Pes Bilong Yu – Pidgin-Version) und eine Spoken-Word-Version von Samuel L. Jackson.